# 208
Năm 208 là một năm trong lịch Julius. 

## Sinh
- Tư Mã Sư

## Mất
- Lưu Biểu
- Tào Xung